# Фаулер (Канзас)
Фаулер (енгл. Fowler) град је у америчкој савезној држави Канзас.

## Демографија
По попису из 2010. године број становника је 590, што је 23 (4,1%) становника више него 2000. године.
| Група             | 2000.       | 2010.       |
| Белци             | 501 (88,4%) | 492 (83,4%) |
| Афроамериканци    | 0 (0,0%)    | 6 (1,0%)    |
| Азијати           | 0 (0,0%)    | 5 (0,8%)    |
| Хиспаноамериканци | 59 (10,4%)  | 76 (12,9%)  |
| Укупно            | 567         | 590         |